# Werner Kriegler
Werner Kriegler (* 3. Oktober 1946) ist ein ehemaliger deutscher Fußballspieler.

## Karriere

### Beginn
Aus dem Amateurlager von TuRU Düsseldorf wechselte der 20-Jährige 1967 zu Fortuna Düsseldorf in die Regionalliga West. In der ersten Runde 1967/68 kam er mit Fortuna auf den sechsten Tabellenplatz und gehörte noch nicht der Stammbesetzung an. Das erste Punktspiel in der Regionalliga bestritt der Nachwuchsspieler am 27. August 1967 beim 5:2-Heimsieg am dritten Spieltag gegen den Wuppertaler SV. Wolfgang Fahrian hütete das Tor von Fortuna Düsseldorf und das Talent von TuRu wurde als Halbstürmer eingesetzt. Dies änderte sich ab der Runde 1968/69 als der neue Trainer Otto Knefler auf die Abwehrqualitäten von Werner Kriegler baute und die Fortuna auf den vierten Platz mit dem Stammspieler Kriegler führte. Im zweiten Knefler-Jahr wurde der vierte Rang wiederholt und zur Runde 1970/71 Trainer Heinz Lucas verpflichtet. Kriegler war zwischenzeitlich fester Bestandteil der Fortuna-Defensive und gehörte dadurch dem Team an, das punktgleich mit 56:12 Punkten hinter dem Meister VfL Bochum die Vizemeisterschaft in der Regionalliga West errang und damit in die Bundesliga-Aufstiegsrunde 1971 einzog. Fortuna setzte sich gegen Borussia Neunkirchen, FC St. Pauli, 1. FC Nürnberg und Wacker 04 Berlin durch und stieg in die Fußball-Bundesliga auf. In der Regionalliga bestritt Werner Kriegler 96 Spiele mit drei Toren. Die Standardverteidigung der Aufstiegsrunde lautete: Franke/Woyke im Tor; Köhnen, Lungwitz, Kriegler und Klaus Iwanzik in der Verteidigung.

### Fußball-Bundesliga, 1971 bis 1977
In den sechs Jahren Bundesliga von 1971 bis 1977 absolvierte der zumeist Vorstopper spielende Abwehrspezialist 183 Einsätze mit vier Toren. 1973 und 1974 gehörte er mit Fortuna Düsseldorf als zweimaliger Dritter der absoluten Bundesligaspitze an. 1974 und 1975 kamen deshalb die internationalen Einsätze im UEFA-Pokal in der Karriere von Werner Kriegler hinzu. Er war in den Begegnungen gegen Næstved IF, FC Admira/Wacker, Lokomotive Leipzig, AC Turin, Vasas Győr und FC Amsterdam dabei und zeigte auch dabei seine Qualitäten als Defensivspieler. Im DFB-Pokal zog Werner Kriegler 1971 mit Fortuna Düsseldorf nach Erfolgen gegen Werder Bremen, Wuppertaler SV und Borussia Mönchengladbach in das Halbfinale gegen den FC Bayern München ein. Mit 0:1 Toren wurde am 12. Mai 1971 der Einzug in das Finale verpasst. Herausragende Mitspieler in den Erfolgsjahren 1973 und 1974 waren: Klaus Budde, Heiner Baltes, Dieter Brei, Reiner Geye, Dieter Herzog, Egon Köhnen, Wolfgang Seel und Gerd Zewe.

### Ende der Laufbahn, 1977
Nach 26 Einsätzen in der Saison 1976/77 unter Trainer Dietrich Weise – Fortuna platzierte sich auf den 12. Rang –, beendete Werner Kriegler 1977 mit 31 Jahren seine Laufbahn bei Fortuna Düsseldorf in der Bundesliga und ging zurück in das Amateurlager zum VfL Gevelsberg. Am 22. April 1977 bestritt er das letzte Bundesligaspiel beim 2:0-Auswärtssieg bei Werder Bremen an der Seite von Baltes, Hickersberger und Zimmermann.

## Statistiken
- Bundesliga (183 Spiele / 4 Tore)
- Regionalliga (96 Spiele / 3 Tore)
- DFB-Pokal (23 Spiele / 4 Tore)
- Europapokal (6 Spiele / 0 Tore)